# Маас, Марсель
Марсель Маас (фр. Marcel Maas; 7 июля 1897 года, Клермон-Ферран — 11 июня 1950 года, Синт-Генезиус-Роде) — бельгийский пианист.

## Биография
Окончил Брюссельскую консерваторию, ученик Артура де Грефа. В дальнейшем на протяжении многих лет преподавал в консерватории сам — среди его учеников, в частности, Жаклин Фонтен и Клод Коппенс.
Признание специалистов получили записи, осуществлённые Маасом в 1930-е годы вместе со скрипачом Альфредом Дюбуа: сонаты Сезара Франка и Клода Дебюсси, три сонаты Иоганна Себастьяна Баха, а также несколько сольных клавирных пьес Баха.